# Kőszegdoroszló
Kőszegdoroszló (németül: Deutschdorf vagy Grysalsdorf, horvátul: Duorslov) község Vas vármegyében, a Kőszegi járásban.

## Fekvése
Szombathelytől 15 kilométerre északnyugatra, Kőszegtől 9 kilométerre délre fekszik, Kőszeghegyalján, a Doroszlói-patak mentén.
A szomszédos települések: észak felől Kőszeg, északkelet felől Kőszegfalva, kelet felől Lukácsháza, délkelet felől Gyöngyösfalu, dél felől Perenye, nyugat felől Kőszegszerdahely, északnyugat felől pedig Cák.

### Megközelítése
A településen végighúzódik, annak főutcájaként, nagyjából kelet-nyugati irányban a 8718-as út, ez a legfontosabb közúti megközelítési útvonala. Közigazgatási határszélét északon érinti még a 8719-es út is.
Az ország távolabbi részei felől a 87-es főúton közelíthető meg a legegyszerűbben, lukácsházi letéréssel.
Vasútvonal nem érinti, a legközelebbi vasúti csatlakozási lehetőséget a Szombathely–Kőszeg-vasútvonal Lukácsháza megállóhelye kínálja, szűk 3 kilométerre keletre.

## Nevének eredete
A Kőszeg várához tartozó falu nevét először Durisley formában örökítették meg, 1279-ben.

## Története
A község területén már a vaskorban éltek emberek, ezt bizonyítják az itt talált csontvázas sírok és kerámia töredékek. A Pogány nevű szőlőhegyen valószínűleg már a római korban is szőlőtermesztés és borászat folyt. Erre utal az itt a 19. században talált Bacchus szoborfej. Pogány, korábban önálló település volt. Doroszló községet 1279-ben Durisley alakban említik először. Kezdetben a Németújváriak birtoka, majd az oligarchák leverése után királyi birtok lett. 1405-ben Luxemburgi Zsigmond a Garai családnak adta. A 15. század közepén osztrák birtok. A 17. század végén az Eszterházy család szerezte meg. Katolikus temploma is nagyon régi, eredetileg román stílusú, melyből a szentély és a keleti oldalon levő két kis ablak maradt meg. A község lakói a 16. században evangélikusok lettek, a község 1633-ban vált anyagyülekezetté. Templomában 1650. január 11-én és 1666. december 14-én tartottak evangélikus zsinatokat. A templomot 1673 körül az ellenreformáció hatására vissza kellett adni a katolikusoknak. Ennek ellenére 1697-ben Doroszlón a 310 lakosból csak 32 volt a katolikusok száma, az evangélikus hívek Nemescsóra jártak istentiszteletre. Az evangélikus templom építésére csak II. József türelmi rendelete után nyílott lehetőség. 

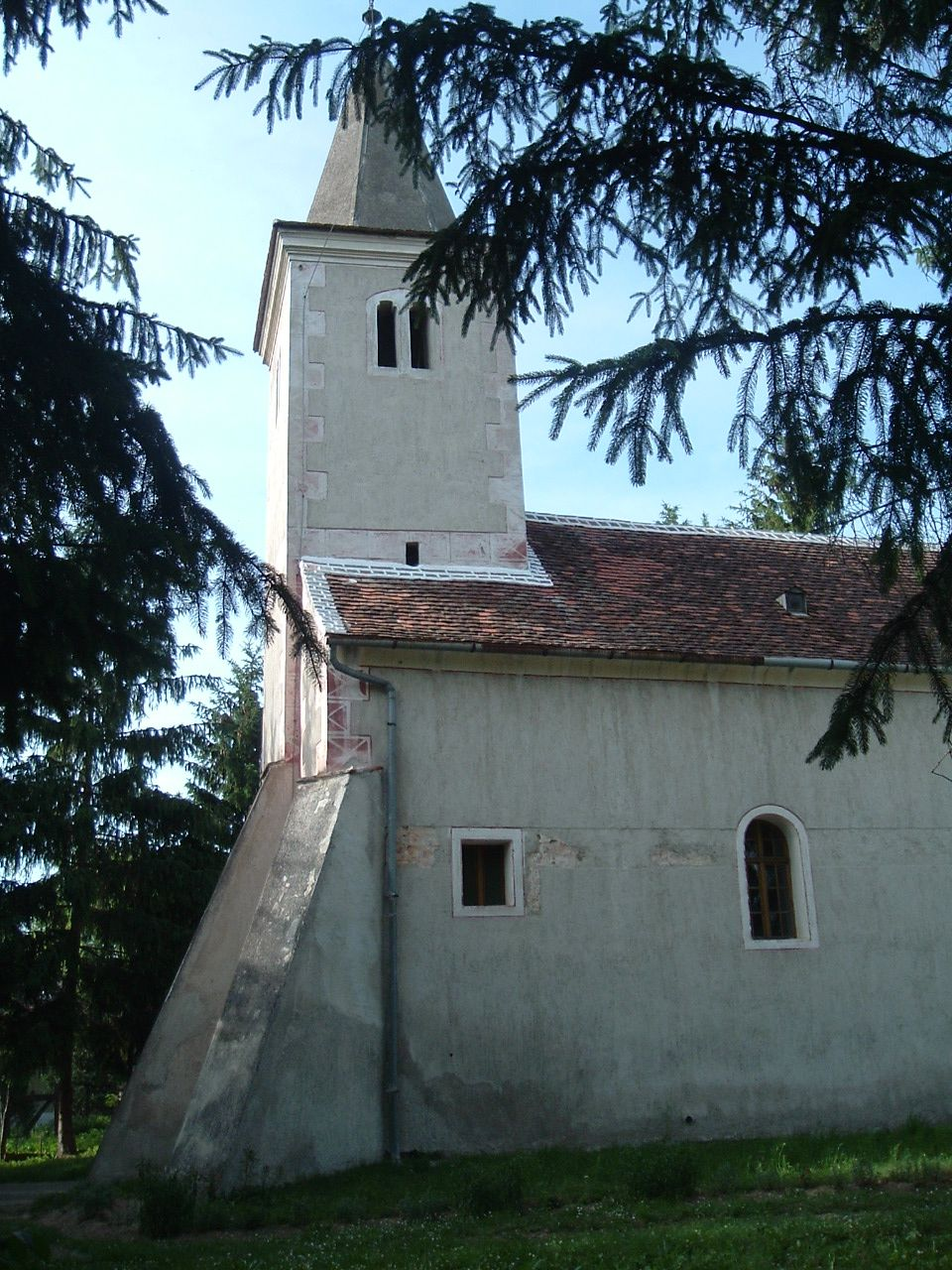
A római katolikus templom

Vályi András szerint "DOROSZLÓ. Deiszdorf. Magyar falu Vas Vármegyében, földes Ura Hertzeg Eszterházy Uraság, lakosai katolikusok, fekszik Szerdahelynek szomszédságában, Kőszegtöl mintegy fél mértföldnyire; ámbár szép javai, ’s meglehetős szőlő hegyei is vagynak, eladásra is jó alkalmatossága, de mivel határja soványas, második Osztálybéli."
Fényes Elek szerint "Doroszló, magyar falu, Vas vgyében, ut. p. Kőszeg. Lakja 250 ágostai, 163 k., kath. és ev. fiókegyházakkal, jó bortermesztéssel. Birja h. Eszterházy."
Vas vármegye monográfiájában "Doroszló, 77 házzal és 424 magyar lakossal. Vallásuk r. kath. és ág. ev. Postája és távírója Kőszeg. Régi község, mely már a rómaiak idejében is lakott volt. Pogány nevű szőllőhegyén e század elején számos római emlék, köztük egy Bachus-fő, látott napvilágot. A XIII. században már Kőszeg várához tartozott és akkor Durisley volt a neve. Ez időben a Németújváriakat uralta, később a Garayaké lett, majd Palóczi Simon és Országh Mihály lettek földesurai, 1746-ban pedig Sigray József, majd a Szegedy -család."
1910-ben 415 magyar lakosa volt. Vas vármegye Kőszegi járásához tartozott.

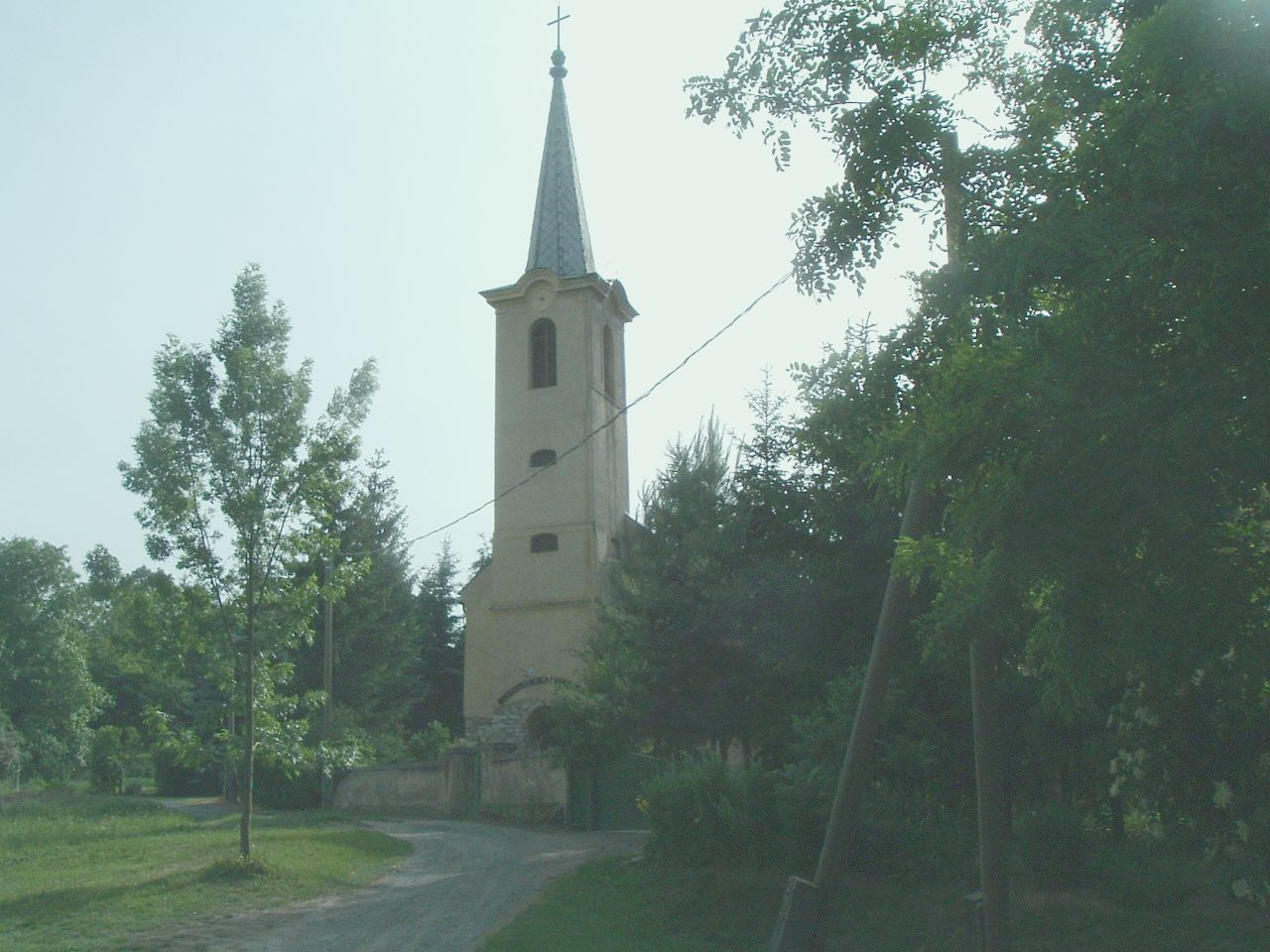
Az evangélikus templom

## Közélete

### Polgármesterei
- 1990–1994: Kutschi István (független)[6]
- 1994–1998: Kutschi István (független)[7]
- 1998–2002: Aradszky János (független)[8]
- 2002–2006: Kutschi István (független)[9]
- 2006–2010: Naisz Károlyné (független)[10]
- 2010–2014: Joó Tamás Imre (független)[11]
- 2014–2019: Joó Tamás Imre (független)[12]
- 2019–2024: Joó Tamás Imre (független)[13]
- 2024–2025: Baráth Klementina Noémi (független)[14]
- 2025– : Baráth Klementina Noémi (független)[1]

A településen 2025. július 13-án időközi polgármester-választást (és képviselő-testületi választást) kellett tartani, az önkormányzati testület néhány hónappal korábban kimondott önfeloszlatása miatt. A választáson az addigi polgármester is elindult, és az előző évihez hasonló eredményt elérve – ám egy helyett négy másik jelölttel szemben – meg is tarthatta a pozícióját.

## Népesség
A település népességének változása:
| Lakosok száma | 243  | 248  | 246  | 275  | 274  | 298  | 324  |
|               | 2013 | 2014 | 2015 | 2021 | 2022 | 2023 | 2024 |

A 2011-es népszámlálás során a lakosok 82,1%-a magyarnak, 2,8% németnek, 0,4% horvátnak, 0,4% lengyelnek, 0,4% románnak mondta magát (17,5% nem nyilatkozott; a kettős identitások miatt a végösszeg nagyobb lehet 100%-nál). A vallási megoszlás a következő volt: római katolikus 30,5%, református 0,4%, evangélikus 42,3%, felekezet nélküli 2,8% (23,6% nem nyilatkozott).
2022-ben a lakosság 89,1%-a vallotta magát magyarnak, 1,8% cigánynak, 1,1% horvátnak, 0,7% németnek, 1,1% egyéb, nem hazai nemzetiségűnek (10,6% nem nyilatkozott; a kettős identitások miatt a végösszeg nagyobb lehet 100%-nál). Vallásuk szerint 22,3% volt evangélikus, 21,9% római katolikus, 4% református, 0,4% egyéb keresztény, 2,2% egyéb katolikus, 12,4% felekezeten kívüli (36,9% nem válaszolt).

## Nevezetességei
- Szent Márton püspök tiszteletére szentelt római katolikus temploma középkori eredetű. A templomot 1769-ben barokk stílusban építették át. Tornyát később építették hozzá, de a szakszerűtlen alapozás miatt nyugati irányban megdőlt, ezért a 19. században vaskos támpillérekkel támasztották meg. Berendezése 19. századi, ekkor készült az oltárkép is. Orgonáját 1927-ben építették. A templomot utoljára 1975-ben restaurálták.
- Evangélikus temploma 1792-ben épült.